# Manuela Margarido
Maria Manuela Conceição Carvalho Margarido (roça Olímpia, Ilha do Príncipe, 11 de Setembro de 1925 - Lisboa, 10 de Março de 2007) foi uma poetisa são-tomense.

## Biografia
Filha de Hermengarda Lobo de Carvalho, professora, mestiça, filha de angolana e de indiano (descendente da família Moniz, de Goa), e de David Guedes de Carvalho, juiz, membro da família portuense Pinto de Carvalho (de origem judia), teve uma irmã e um irmão.
Manuela Margarido cedo abraçou a causa do combate anti-colonialista, que a partir da década de 1950 se afirmou em África, e da independência do arquipélago. Em 1953, levanta a voz contra o massacre de Batepá, perpetrado pela repressão colonial portuguesa.
Denunciou com a sua poesia a repressão colonialista e a miséria em que viviam os são-tomenses nas roças do café e do cacau.
Estudou ciências religiosas, sociologia, etnologia e cinema na Sorbonne de Paris, onde esteve exilada.
Foi embaixadora do seu país em Bruxelas e junto de várias organizações internacionais.
Em Lisboa, onde viveu, Manuela Margarido empenhou-se na divulgação da cultura do seu país, sendo considerada, a par de Alda Espírito Santo, Caetano da Costa Alegre e Francisco José Tenreiro, um dos principais nomes da poesia de São Tomé e Príncipe.
Entre outras funções, foi membro do Conselho Consultivo da revista Atalaia, do Centro Interdisciplinar de Ciência, Tecnologia e Sociedade da Universidade de Lisboa (CICTSUL).
Foi, pelo Presidente da República agraciada, em 13 de fevereiro de 1996, como Grau de Comendador da Ordem do Mérito.
Curiosamente viria a falecer na antiga capital do Império que tanto combatera. Morreu aos 82 anos, no Hospital São Francisco Xavier, em Lisboa, onde se encontrava hospitalizada. As cerimónias fúnebres tiveram lugar na sede do Grande Oriente Lusitano.

## Obras
- Alto como o silêncio : poemas (Publicações Dom Quixote, 1957)